# Georg Ritter (Verleger)

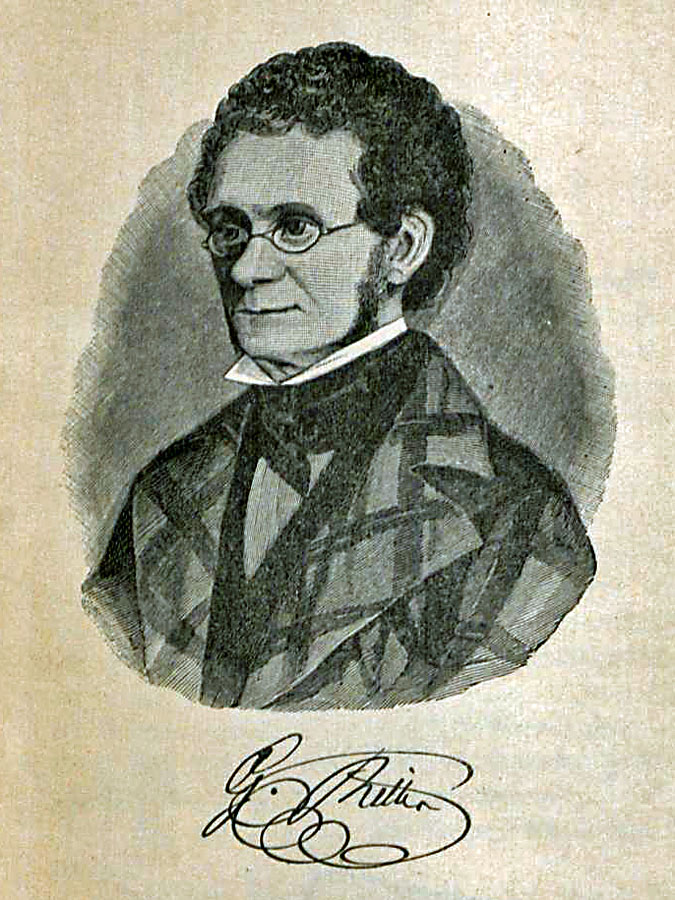
Georg Ritter (Abbildung in: Ludwig Molitor, Georg Ritter : ein Lebensumriß, 1890)

Georg Ritter (* 7. Mai 1795 in Zweibrücken; † 1. Januar 1854 ebenda) war ein Zweibrücker Verleger, Druckereibesitzer und Buchhändler. Sein Unternehmen war zur Zeit des Vormärz eine der bedeutendsten und modernsten Druckereien der Pfalz. Als Anhänger der Demokratiebewegung  druckte Ritter in Zweibrücken trotz Verbots Zeitschriften und Flugschriften für Philipp Jakob Siebenpfeiffer und Johann Georg August Wirth, die Organisatoren des Hambacher Festes, und ermöglichte es ihnen damit, trotz Pressezensur ihre Botschaft weiter zu verbreiten. Seinen Schwiegersohn Christian Dingler inspirierte er zur Entwicklung einer erfolgreichen Buchdruckerpresse, der sogenannten „Zweibrücker-Presse“.

## Leben

### Kindheit und Jugend
Georg Ritter wurde als drittes Kind von Johannes Ritter und dessen erster Ehefrau Juliane Stein geboren. Sein Vater war Bleicher (blanchisseur) von Beruf. Er war im letzten Drittel des 18. Jahrhunderts aus Nohfelden in der Nähe von St. Wendel nach Zweibrücken gezogen, wo er einen eigenen kleinen Betrieb am Bleicherbach im Contwiger Weg führte. Trotzdem lebte die Familie in ärmlichen Verhältnissen, denn der Betrieb brachte nicht viel ein und Johannes Ritter hatte insgesamt 17 Kinder aus zwei Ehen. Nach dem Abschluss der Grundschule besuchte Georg von 1807 an einige Klassen des Zweibrücker Gymnasiums Bipontinum, das er jedoch ohne Abschluss verließ. Im Anschluss an die Schulausbildung begann er eine Lehre als Buchdrucker bei der Zweibrücker Druckerei Hall & Weinhard, die nach dem Tode des Inhabers Johannes Hall vorerst von dessen Witwe weitergeführt wurde. Bereits 1816/17 gab sie den Betrieb auf und übergab ihn an den Buchdrucker Eberhard Baur, einen Neffen Halls, der gemeinsam mit J. F. Rost aus Pirmasens die Druckerei Rost und Baur, später Baur und Comp., betrieb. Baur beschäftigte auch Georg Ritter weiter und setzte dessen Ausbildung fort.

### Selbständigkeit und Heirat
Am 27. Februar 1818 verstarb Baur in Folge einer Krankheit. Baurs Witwe gab in der Todesanzeige an, sie werde die Druckerei „mit Hülfe guter Freunde“ weiterführen. Diese Freunde waren Georg Ritter und Baurs Geschäftspartner Rost.

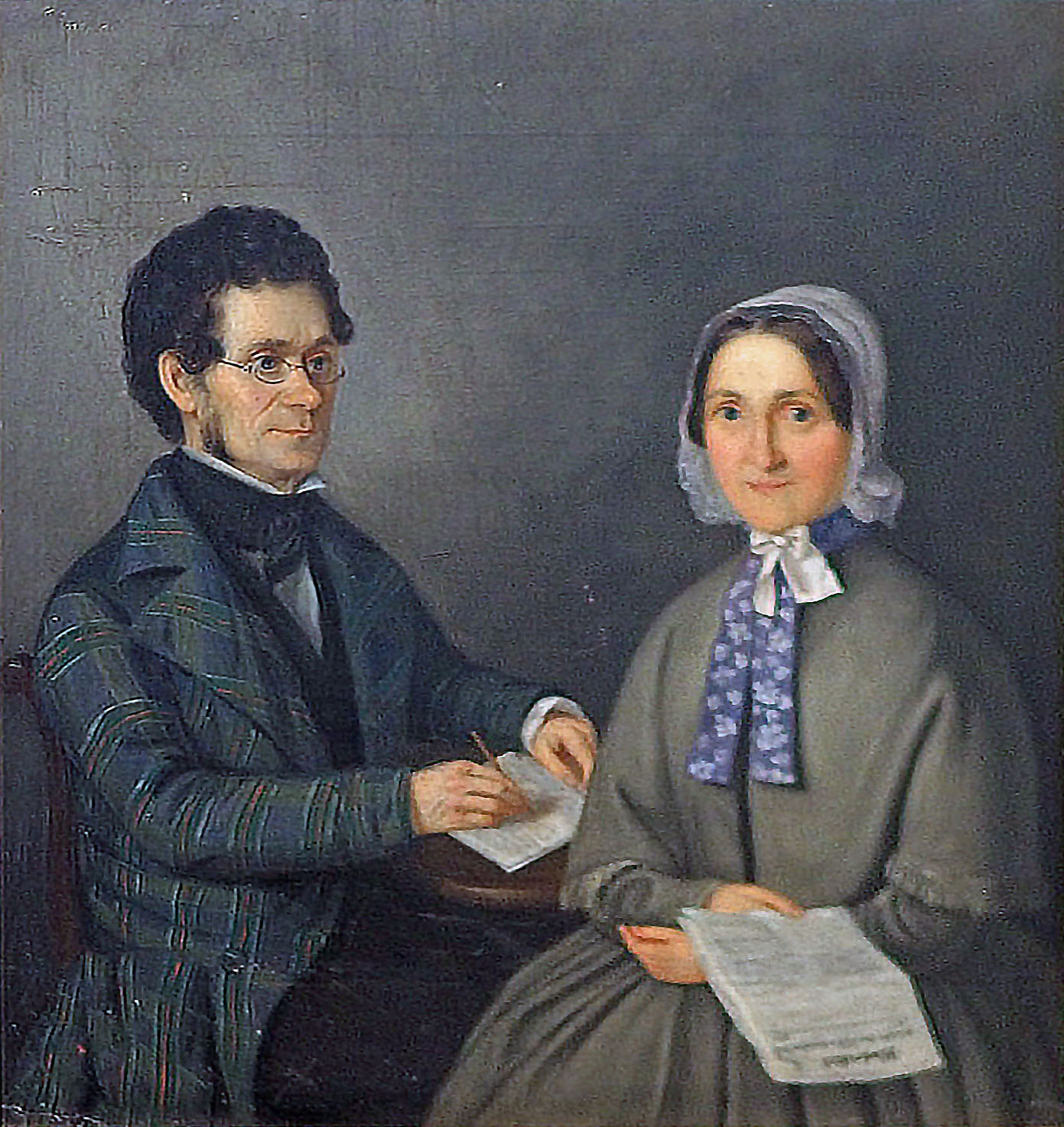
Georg Ritter und seine Frau Friederike Barbara. Gemälde von Karl Hoffmann, 1851.

Am 21. Mai 1819 heiratete Ritter die sieben Jahre ältere Friederike Barbara verwitwete Baur, geborene Schmidt (1788–1849), die Witwe seines verstorbenen Ausbilders. Damit wurde Ritter praktisch zum Chef der Druckerei. Auf den Druckerzeugnissen, insbesondere dem Zweibrücker Wochenblatt, wurde bis 1822 noch „Baur und Comp.“ als Verlag angegeben, danach „Ritter und Comp.“. Zwei Jahre nach seiner Heirat, im August 1821, verlegte Ritter seinen Betrieb in die damalige Zweibrücker Pfarrgasse, heute Ritterstraße. Später schied Rost aus dem Betrieb aus und machte sich selbstständig. Ab 1829 führte Ritter das Geschäft unter dem Namen „Rittersche Buchhandlung in Zweibrücken, gegründet 1818“.
Ritters Frau Friederike Barbara brachte vier Töchter und einen Sohn mit in die Ehe. Ritters Stieftochter Friederike Wilhelmine (1810–1885) heiratete später den Zweibrücker Unternehmer Christian Dingler. Seine Stieftochter Caroline Elisabeth vermählte sich 1835 mit dem Schlossermeister Johann Christian Wery, dem Gründer der gleichnamigen Landmaschinenfabrik, die heute noch als Werk von John Deere in Zweibrücken besteht.
Darüber hinaus hatte Ritter mit seiner Frau Friederike Barbara vier leibliche Töchter sowie einen Sohn, der jedoch im Kindesalter starb. Seine älteste Tochter Rosina (1819–1895) wurde die Gattin des Dichters und späteren Friedens- und Landrichters Karl Joseph Schuler (1810–1889), die zweite Tochter Maria Carolina (1821–1881) ehelichte den Kaufmann Wilhelm Wery (* 1811). Ritters dritte Tochter Johanna Friederika (1825–1903) heiratete den Buchdrucker August Kranzbühler (1823–1889), der später zum Nachfolger von Georg Ritter wurde. Die jüngste Tochter  Barbara Juliane (1827–1918) unterstützte Ritter in seiner Buchhandlung und beim Betrieb eines Lesezirkels. Nach dem Tod ihres Vaters heiratete sie den Kaufmann Otto Kruse (* 1822).

### Vor dem Hambacher Fest

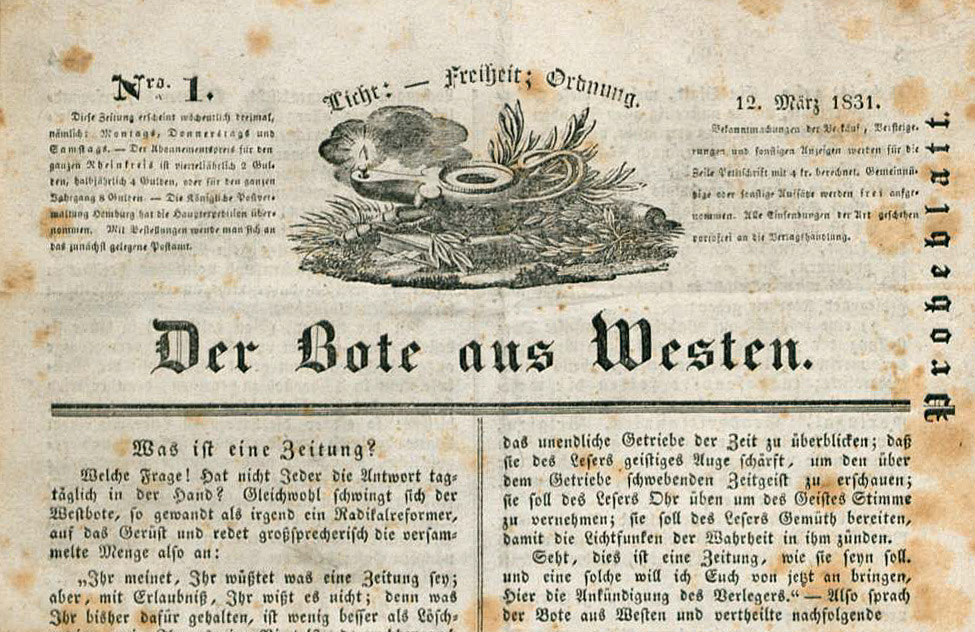
Der Bote aus Westen, Titelseite vom 12. März 1831

Ab 1830 unterstützte Georg Ritter die Initiatoren des Hambacher Festes, vor allem Philipp Jakob Siebenpfeiffer und Johann Georg August Wirth, indem er ihre liberalen Schriften druckte, auch wenn sie offiziell verboten worden waren. Er nahm dabei das Risiko in Kauf, dass seine Druckpressen und Druckerzeugnisse beschlagnahmt werden konnten.
Philipp Jakob Siebenpfeiffer kannte Ritter, denn er hatte bereits 1824 sein Episches Gedicht in zwölf Gesängen bei ihm drucken lassen. Ab Herbst 1830 veröffentlichte Siebenpfeiffer unter dem Eindruck der französischen Julirevolution seine kritische Zeitschrift Rheinbayern, deren Erstausgabe zu seiner sofortigen Amtsenthebung als Landcommissär in Homburg führte. Auch diese Zeitschrift wurde bei Ritter gedruckt. 1831 folgte der Bote aus Westen, für den Ritter und Siebenpfeiffer weitere Druckpressen in Oggersheim betrieben, die jedoch durch die Regierung beschlagnahmt wurden. Ritter und Siebenpfeiffer reichten gegen diese Maßnahme Klage gegen die Regierung des Rheinkreises ein, die jedoch vom Zweibrücker Appellationsgericht wegen der „Unzuständigkeit der Gerichte, über Verwaltungsmaßnahmen zu richten“, abgewiesen wurde.

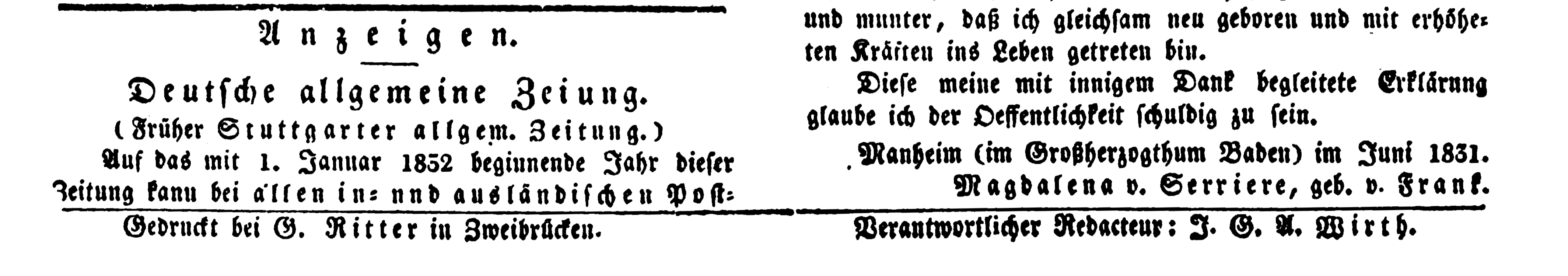
Fußzeile der Deutschen Tribüne vom 6. Januar 1832, mit dem Zusatz: „Gedruckt bei G. Ritter in Zweibrücken“

Seit Juli 1831 gab Johann Georg August Wirth in München die freiheitliche Oppositionszeitung Deutsche Tribüne heraus. Ende 1831 verlegte Wirth die Redaktion in den Rheinkreis nach Homburg, wo er die Zeitung ab dem 1. Januar 1832 auf einer eigenen Presse druckte. Das Landkommissariat Homburg genehmigte jedoch die Druckerei nicht, sodass Wirth seine Presse zu Georg Ritter nach Zweibrücken brachte, der die Zeitung ab dem 6. Januar 1832 druckte. Wirth wies in der Ausgabe vom 6. Januar auf das Engagement Ritters hin:

„An das Publikum.
Von verschiedenen Seiten ist uns die Nachricht zugekommen, daß man unter dem Publikum das Gerücht verbreite, die dem Erscheinen der Tribüne in den Weg gestellten Hindernisse seien zu groß, als daß deren Ueberwindung möglich wäre. Damit man sich durch solche Gerüchte nicht täuschen lasse, erklären wir, daß die Regierung, ohne offene Gewalt zu gebrauchen, nicht die Macht besitze, das Erscheinen unseres Journals zu hindern. Man hat zwar durch einen Eingriff in die Staatsverfassung eine Presse der Unternehmer versiegelt, allein Herr Ritter in Zweibrücken, welcher der heiligen Sache nie seine Unterstützung entziehen wird, hat vorläufig den Druck der Tribüne übernommen.“

Nach dem endgültigen Verbot der Tribüne wurde sie durch sechs Flugschriften fortgesetzt, die ebenfalls bei Ritter gedruckt wurden. Daneben gab er eine Fülle weiterer liberaler Flugschriften heraus, viele davon für den im Januar 1832 gegründeten Deutschen Vaterlandsverein zur Unterstützung der Freien Presse, kurz Preßverein, der sich für die Einführung der Pressefreiheit engagierte.
Teilweise druckte Ritter die Schriften anonym, ohne Angabe des Druckorts und mit falschem Impressum. Diese Aktivitäten brachten ihn in Konflikt mit dem Gesetz, sodass er wegen Verbreitens und Druckens anonymer Schriften zu sechs Tagen sowie wegen Beleidigung der Zollbehörde zu zehn Tagen Gefängnis verurteilt wurde.
Ritter nahm nachweislich am Hambacher Fest teil, das vom 27. Mai bis zum 1. Juni 1832 stattfand. Im Anschluss wurden viele Teilnehmer und Redner durch das außerordentliche Assisengericht (Geschworenengericht) angeklagt, das in Landau tagte. Ritter gehörte jedoch nicht zu den Angeklagten. Vielmehr erschien in seinem Verlag sogar die komplette Dokumentation des Verfahrens, das am 29. Juli 1833 gegen 27 Redner des Hambacher Festes eröffnet wurde. Ob er diesen Auftrag aus rein kaufmännischen Erwägungen annahm, oder ob er damit auch zur Verbreitung demokratischer Ideen in Deutschland beitragen wollte, ist nicht bekannt. Schließlich enthält die Dokumentation große Teile der beim Hambacher Fest gehaltenen Reden im originalen Wortlaut. Auch wenn er nicht angeklagt wurde, musste Ritter mit einer weiteren Beobachtung durch die Strafverfolgungsbehörden rechnen, denn sein Name befindet sich im 1838 veröffentlichten „Schwarzen Buch“ der Bundeszentralbehörde, einem „Alphabetische(n) Verzeichnis derjenigen Personen, gegen welche nach Akten der Bundeszentralbehörde bezüglich revolutionärer Umtriebe im Untersuchungswege eingeschritten worden ist“.

### Die Zeit nach 1832

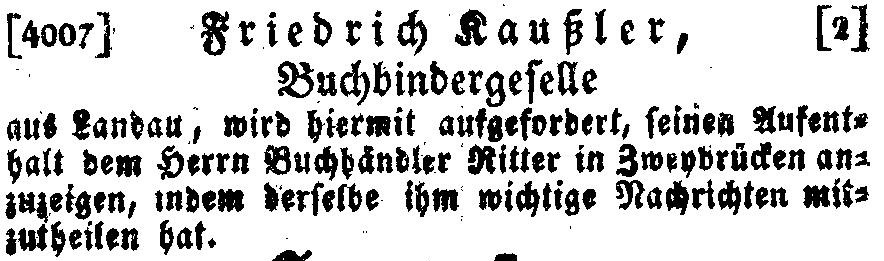
Suchanzeige von „Buchhändler Ritter in Zweybrücken“ mit der Aufforderung an den Buchbindergesellen Friedrich Kaußler aus Landau, sich bei ihm zu melden (veröffentlicht in der Wiener Zeitung vom 26. Oktober 1836)

Nach dem Hambacher Fest hielt sich Ritter mit politischen Aktionen in der Öffentlichkeit zurück und konzentrierte sich auf seine Arbeit. Er gab weiterhin regelmäßig das Zweibrücker Wochenblatt heraus. Bis 1837 war das Blatt vor allem im Raum Zweibrücken und Homburg verbreitet, danach weitete er sein Einzugsgebiet auf den Raum Kusel aus. Die Erlöse aus der Zeitung sowie regelmäßige Nachdrucke des seit 1823 in hohen Auflagen bei Ritter produzierten protestantischen Gesangbuchs bildeten die Haupteinkünfte der Druckerei. Diese sicheren Einnahmen ermöglichten ihm die Herstellung aufwändiger Druckwerke, die mit finanziellen Risiken verbunden waren. Dazu gehörten beispielsweise ein historisch-topographischer Dampf-Schiffahrts-Atlas des Rheins von der Quelle bis zur Mündung (1842), ein Atlas über Die Pfalz. Special-Karten der zwölf Land-Commissariats-Bezirke (1840) sowie 24 großformatige, handkolorierte Tafeln mit einheimischen Giftpflanzen (1844).
Die politische Gesinnung Ritters blieb gemäßigt liberal, wie aus seiner Korrespondenz in den 1840er Jahren zu erkennen ist. Sein politisches Engagement beschränkte sich auf die Stadt Zweibrücken, wo er sich als Stadtrat für die Bevölkerung einsetzte und dafür zum Ehrenbürger ernannt wurde. Während der Hungersnot des Jahres 1847, die durch Ernteausfälle aufgrund der Kartoffelfäule ausgelöst wurde, engagierte er sich für notleidende Mitbürger und für die Einrichtung einer „Kraftsuppen-Bereitstellungsanstalt“. Nach der Veröffentlichung eines beleidigenden Artikels gegen einen reichen Gutsbesitzer, bei dem Ritter als Mitglied der „Kommission für Armenpflege“ vergeblich um finanzielle Unterstützung ersucht hatte, wurde er vom Bezirksgericht Zweibrücken zu einer Geldbuße verurteilt, weil er sich weigerte, den Namen des Autors preiszugeben. Trotz der Strafe lobte ihn jedoch das Gericht im Urteil, dass er sich „bei der Armenpflege sehr thätig zeigt“.

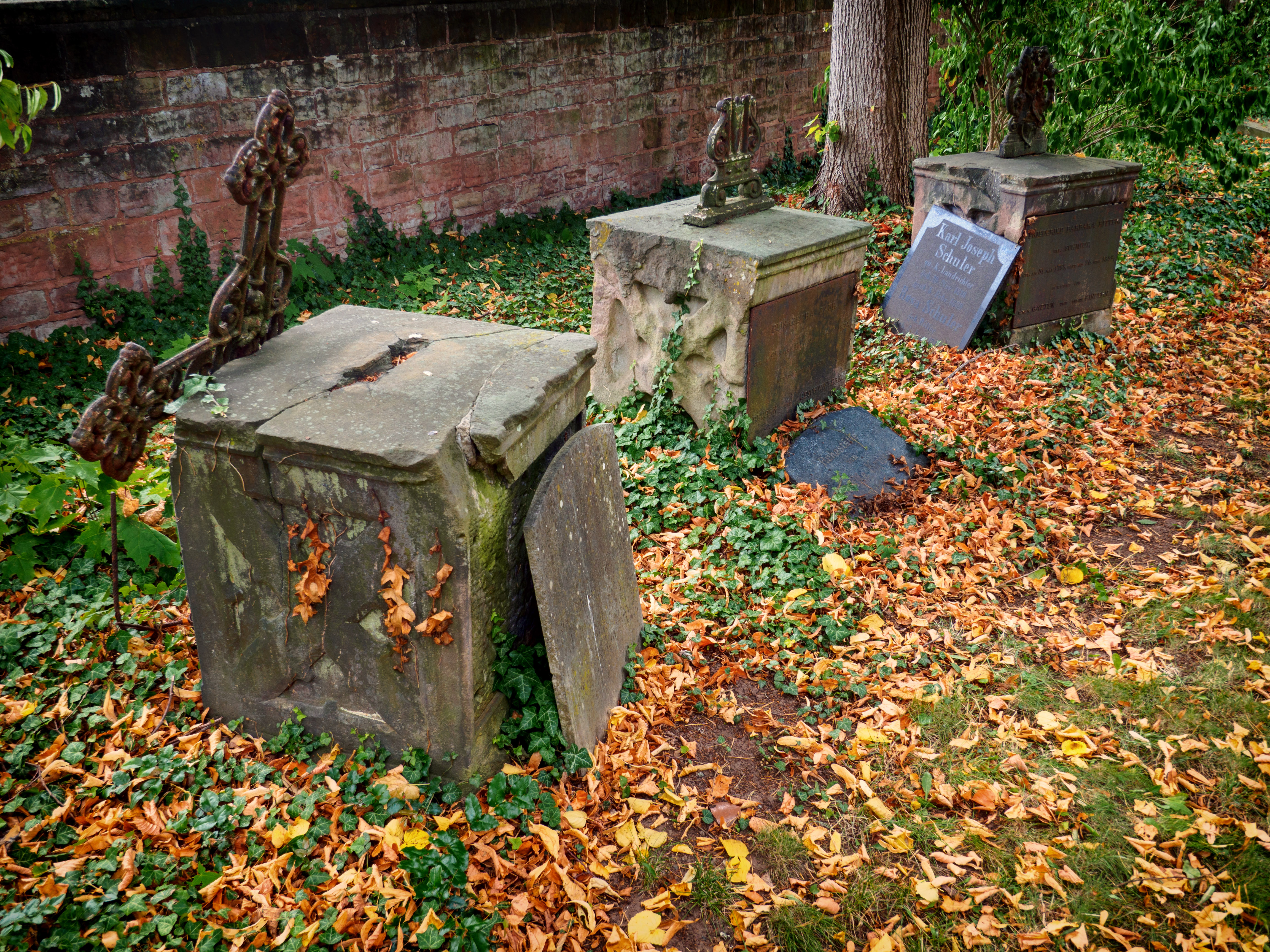
Grabstätte von Georg Ritter (1795–1854) und seiner Familie

Bis ins Jahr 1849 war Ritter für Druckerei und Buchhandlung allein verantwortlich. Nach dem Tod seiner Frau am 26. Juni 1849 stellte er seinen Schwiegersohn und Nachfolger August Kranzbühler als Geschäftsführer ein und begann damit, sich aus dem Geschäft zurückzuziehen. Im Oktober verkaufte er seine Buchhandlung an Johann Christian Herbart aus Urnshausen im Großherzogtum Sachsen-Weimar-Eisenach und behielt lediglich den Verlag und Vertrieb des Wochenblatts sowie des Zweibrücker Volkskalenders in seiner eigenen Verantwortung.
Georg Ritter starb am 1. Januar 1854 im Alter von 58 Jahren. Sein Grab befindet sich auf dem Zweibrücker Hauptfriedhof, neben den Gräbern seiner Frau und seiner Stieftochter Elisabetha Baur. Ritters Grabstein trägt keine Inschrift mehr. Die ehemals dort angebrachte Grabplatte befindet sich im Archiv der Zweibrücker Stadtmuseums, nachdem sie entwendet und später auf einem Flohmarkt zufällig wieder aufgefunden wurde.

## Rezeption und Nachwirkung
Im Jahr 1890 erschien die Biografie „Georg Ritter : ein Lebensumriß“ als letztes Werk des Zweibrücker Heimatkundlers Ludwig Alois Molitor. Sie wurde von Otto Dingler herausgegeben und mit einem Vorwort versehen, da der Autor am 12. Januar 1890 vor Vollendung des Werks verstorben war. Molitor fokussierte sich darin vor allem auf Ritters allgemeine Würdigung der Drucker- und Verlegertätigkeit, weniger auf eine faktengetreue Lebensbeschreibung. So findet man in seiner Biografie keinen Hinweis auf Ritters politisches Engagement für die Demokratiebewegung. Molitor fasst Ritters Leistungen wie folgt zusammen:

„Weder zu seinen Lebzeiten und gleichzeitig mit ihm, noch auch später und bis heute fand sich in unserer Pfalz keine das gleiche Geschäft führende Firma vor, welche das leistete, was Ritter als Buchdrucker, Verleger und Buchhändler geleistet hat.“

Eine zweite Biografie Ritters wurde 1957 von Karl-Heinz Schuler veröffentlicht. In dem Heft ist außerdem ein gemeinsam mit Fritz Kastner erarbeitetes Verzeichnis der bei Georg Ritter verlegten und gedruckten Werke enthalten. Schuler war ein direkter Nachfahre von Georg Ritter und seiner Frau Friederike Barbara. Daher konnte er neben den allgemein verfügbaren Quellen auch die familiäre Überlieferung verwenden, um Ritters Biografie zu vervollständigen.

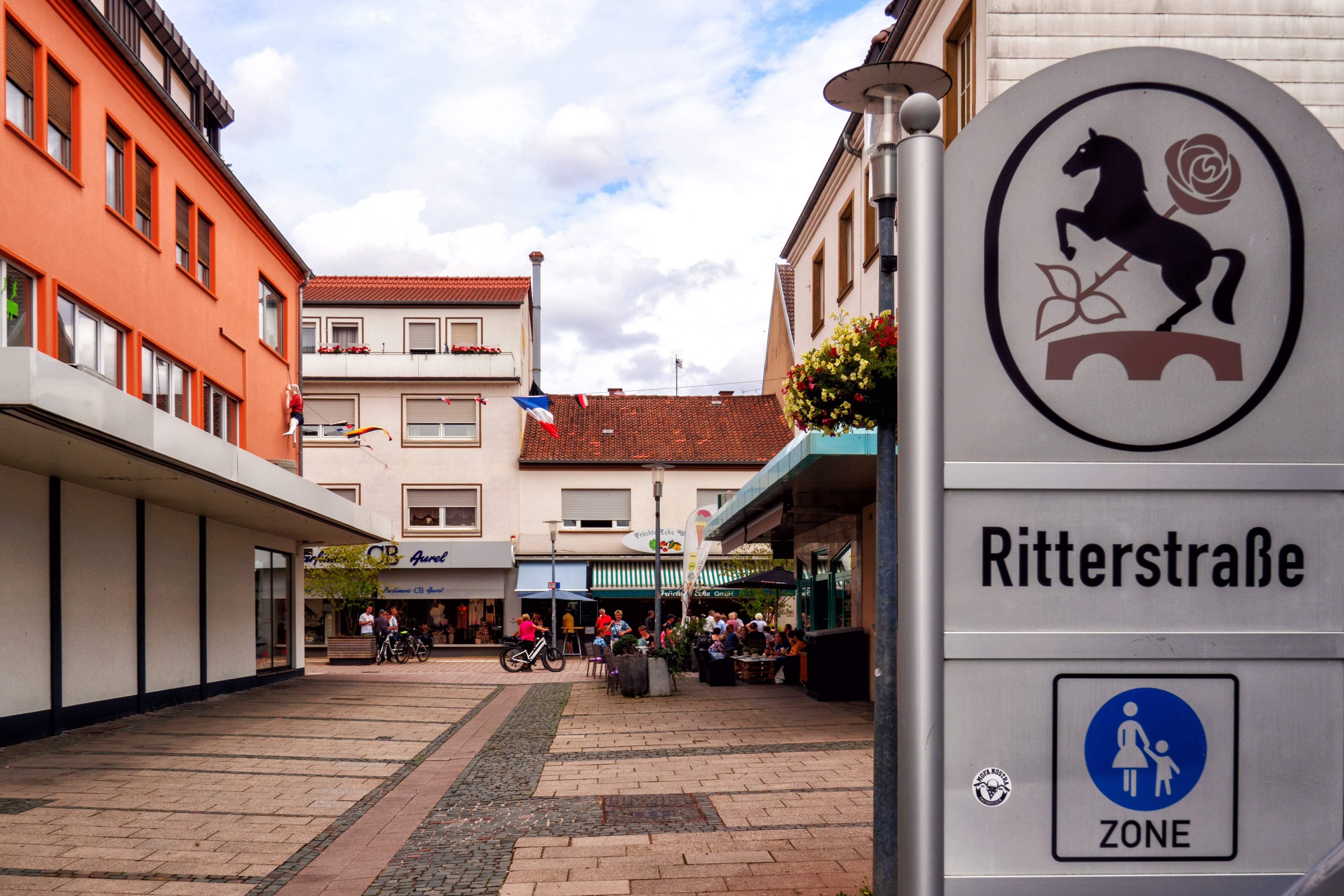
Ritterstraße in Zweibrücken

Im Jahr 1902 wurde die Pfarrgasse, in der Ritter seine Druckerei und Buchhandlung betrieben hatte, zu seinen Ehren in Ritterstraße umbenannt. Diese Ehrung wurde bereits von Ludwig Alois Molitor in seiner 1890 erschienenen Biografie Ritters vorgeschlagen. Die Pfarrgasse endete 1840 an der Kreuzung zur Wallstraße, war also etwa nur halb so lang wie heute, wie man auf einem zeitgenössischen Stadtplan von Zweibrücken erkennen kann, der ebenfalls bei Ritter gedruckt wurde. Trotz der Bedeutsamkeit seines Unternehmens ist der genaue Standort von Ritters Haus in der Straße nicht bekannt.

## Druckerei

### Stereotypdruck
In seinem Druckereibetrieb setzte Georg Ritter erfolgreich auf die technischen Errungenschaften seiner Zeit. Bereits im Jahr 1823 führte er den Stereotypdruck ein. Bei diesem Druckverfahren wird die Druckseite nicht mehr aus einzelnen zusammengesetzten Typen aufgebaut, sondern besteht aus einer vollflächigen Metallplatte. Um diese Platte herzustellen, wurde ein Gipsabdruck (Matrize) der gesetzten Seite hergestellt, welcher nach dem Trocknen mit Blei und Antimon ausgegossen wurde. Dieses bereits Ende des 18. Jahrhunderts bekannte Verfahren wurde Anfang des 19. Jahrhunderts durch den Briten Charles Stanhope verbessert und fand anschließend weite Verbreitung. Der Vorteil der Stereotypie besteht darin, dass er die Herstellung hoher Auflagen sowie Nachdrucke entscheidend erleichtert: Die Gipsabdrücke können mehrmals wiederverwendet werden, um mehrere identische Druckplatten zu produzieren. Darüber hinaus können sie einfach gelagert werden, um für spätere Nachdrucke benutzt zu werden. Allerdings erfordert die Herstellung der Druckplatten hohe Präzision, vor allem beim Gießen des Metalls und dem anschließenden Abkühlen.
Ritter war in der Lage, die Platten im eigenen Betrieb in hoher Qualität herzustellen. Zu diesem Zweck betrieb er im Speicher seines Hauses eine eigene kleine Gießerei. Auf diese Weise produzierte er beispielsweise im Jahr 1823 das Gesangbuch zum gottesdienstlichen Gebrauche für protestantisch-evangelische Christen in einer Erstauflage von 30 000 Exemplaren.

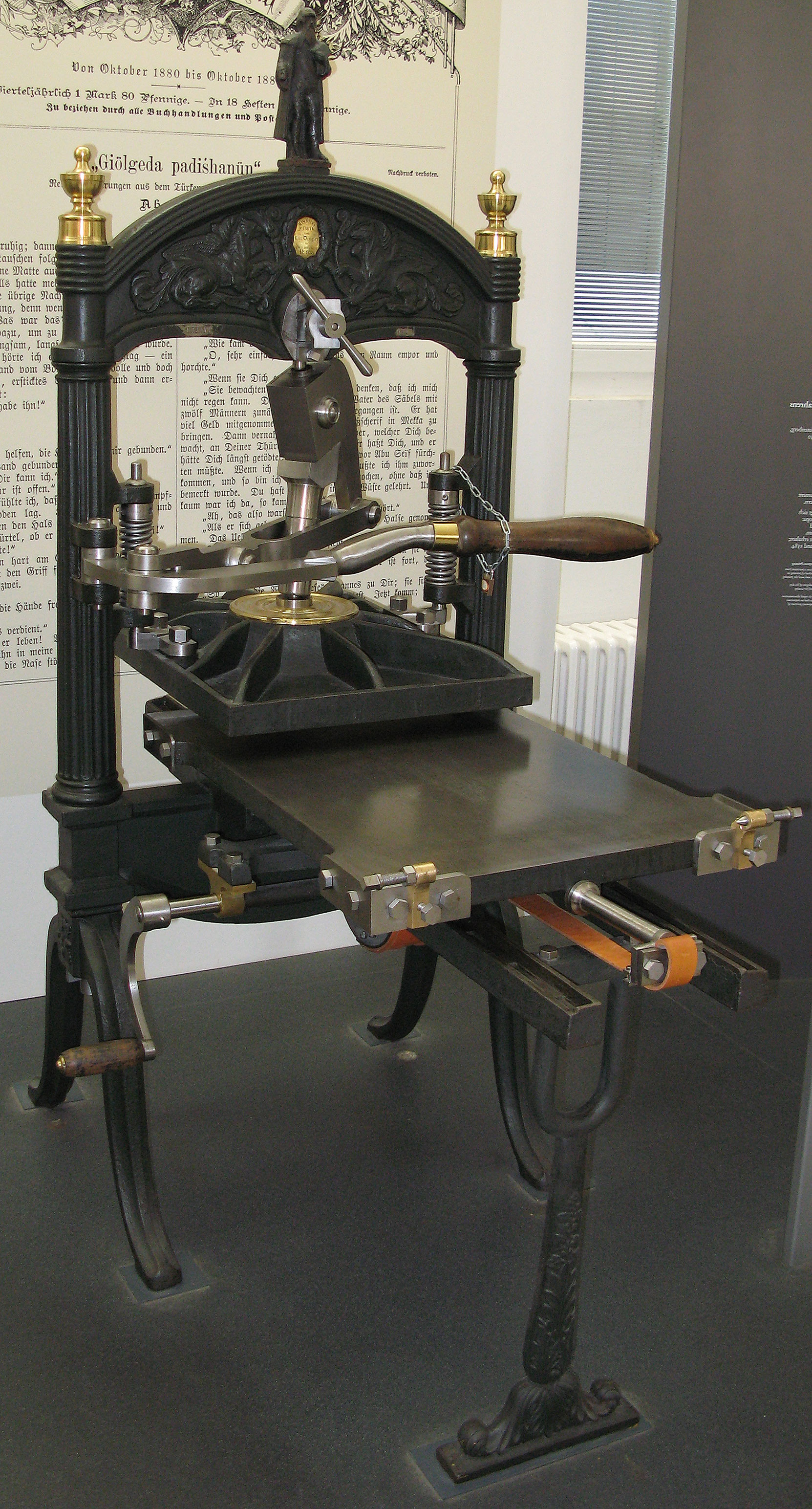
Dinglerpresse von 1845; Deutsches Museum, München

### Druckpressen
Um solch große Stückzahlen zu produzieren, setzte Ritter vier eiserne Druckpressen ein, zum Teil nach modernster Technik, ebenfalls entwickelt von Charles Stanhope. Bei der Stanhope-Presse sorgte ein neuartiges Hebelsystem für Kraftersparnis. Des Weiteren war sie leichter zu handhaben, da die bisher verwendeten Farbballen durch Farbwalzen ersetzt wurden. Neben den eisernen Pressen verwendete Ritter noch eine Holzpresse älterer Bauart sowie eine Steindruckpresse zur Herstellung von Lithografien.
Auch an der Weiterentwicklung der Druckpresse war Georg Ritter beteiligt, indem er den Zweibrücker Unternehmer Christian Dingler, den späteren Erfinder der sogenannten Dinglerpresse, mit der Technik der Druckmaschinen vertraut machte: Als Ritters Stieftochter Friederike Wilhelmine den gelernten Schlosser Christian Dingler heiratete, führte dieser seit 1827 die von seinem Vater übernommene Schmiede- und Schlosserwerkstatt und stellte vor allem Öl- und Schneidemühlen her. Nach seiner Heirat begann Dingler, sich mit der Technik von Druckpressen zu beschäftigen, die zu dieser Zeit vor allem aus England und den USA importiert wurden. Dabei entwickelte er bis zum Jahr 1834 eine Kniehebelpresse, die unter dem Namen Zweibrücker Presse oder Dinglerpresse in hoher Stückzahl produziert und bis in die Schweiz und nach Skandinavien geliefert wurde. Die Andruckplatte der Dinglerpresse konnte durch zwei Schraubfedern genau justiert und dank des Kniehebels mit einer einzigen Hebelbewegung abgesenkt und gleichzeitig auf den Satz gedrückt werden. Das machte sie jahrelang zur führenden Presse in Europa und war der Grund für den Aufstieg Dinglers als Unternehmer. Auch sein Schwiegervater war Kunde: Im ersten Geschäftsbuch der Dinglerschen Maschinenfabrik ist dokumentiert, dass eine der Dinglerpressen an Georg Ritter verkauft wurde.

### Vignetten
In seiner Gießerei stellte Ritter neben den Stereotypen auch die Druckformen für die Vignetten zur Verzierung seiner Drucksachen her. Ritters Biograph, der Zweibrücker Heimatkundler Ludwig Alois Molitor, berichtet von 733 Vignetten aus eigener Herstellung, die Ritter auch anderen Druckereien zur Verfügung stellte.

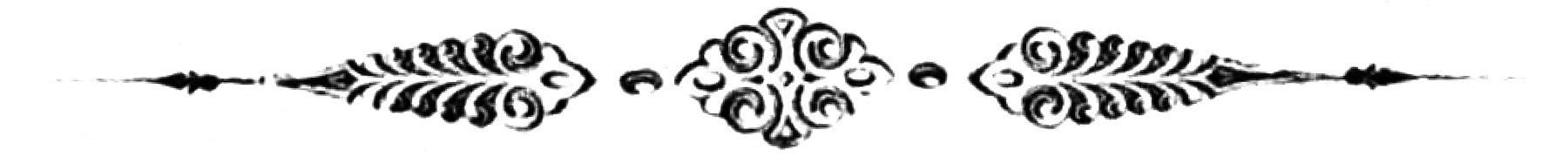
Vignette aus „Der Rhein von den Quellen in der Schweiz bis zur Mündung in die Nordsee“ von Georg Ritter

## Publikationen aus Ritters Verlag und Druckerei (Auswahl)

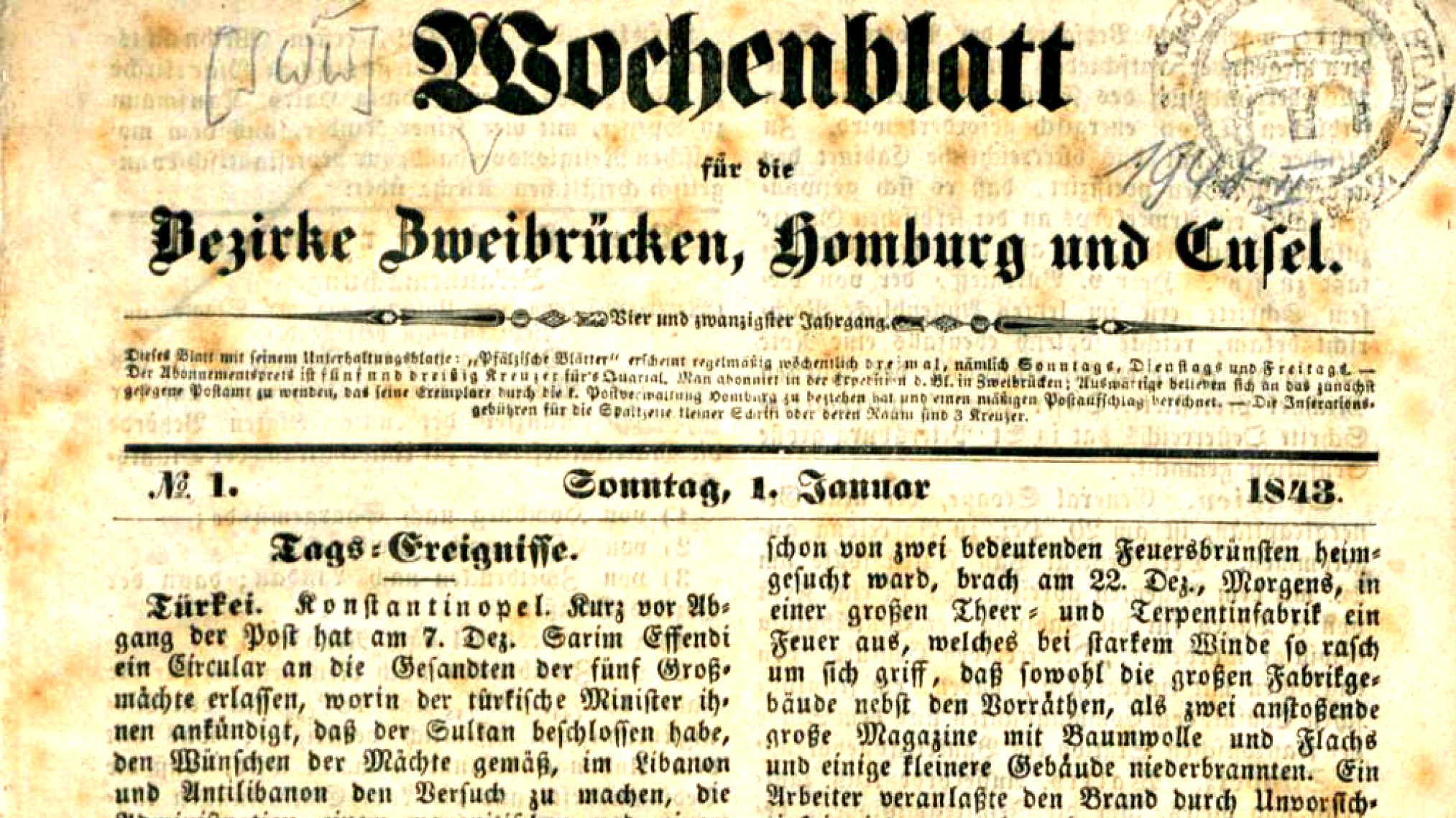
Titel des Wochenblatts für die Bezirke Zweibrücken, Homburg und Cusel vom 1. Januar 1843

In den 1950er Jahren wurde von Karl-Heinz Schuler und Fritz Kastner ein Verzeichnis der bei Georg Ritter verlegten und gedruckten Werke zusammengetragen und 1957 veröffentlicht.

### Zweibrücker Wochenblatt
Ein wichtiges Standbein für seine Druckerei war das Zweibrücker Wochenblatt, das von 1819 bis 1854 bei Ritter erschien und dessen Redaktion auch bei ihm selbst lag. In der Anfangszeit erschien das Blatt einmal pro Woche und enthielt Anzeigen und lokale Nachrichten. Im Laufe der Zeit entwickelte Ritter daraus eine dreimal pro Woche erscheinende großformatige Zeitung, in der auch politische Nachrichten aus dem In- und Ausland abgedruckt wurden. Ab 1843 enthielt jede Ausgabe zusätzlich die Beilage Pfälzische Blätter für Geschichte, Poesie und Unterhaltung.
Die meisten Jahrgänge ab 1823 sind als Digitalisate online verfügbar:
- Zweibrücker Wochenblatt in Wikisource

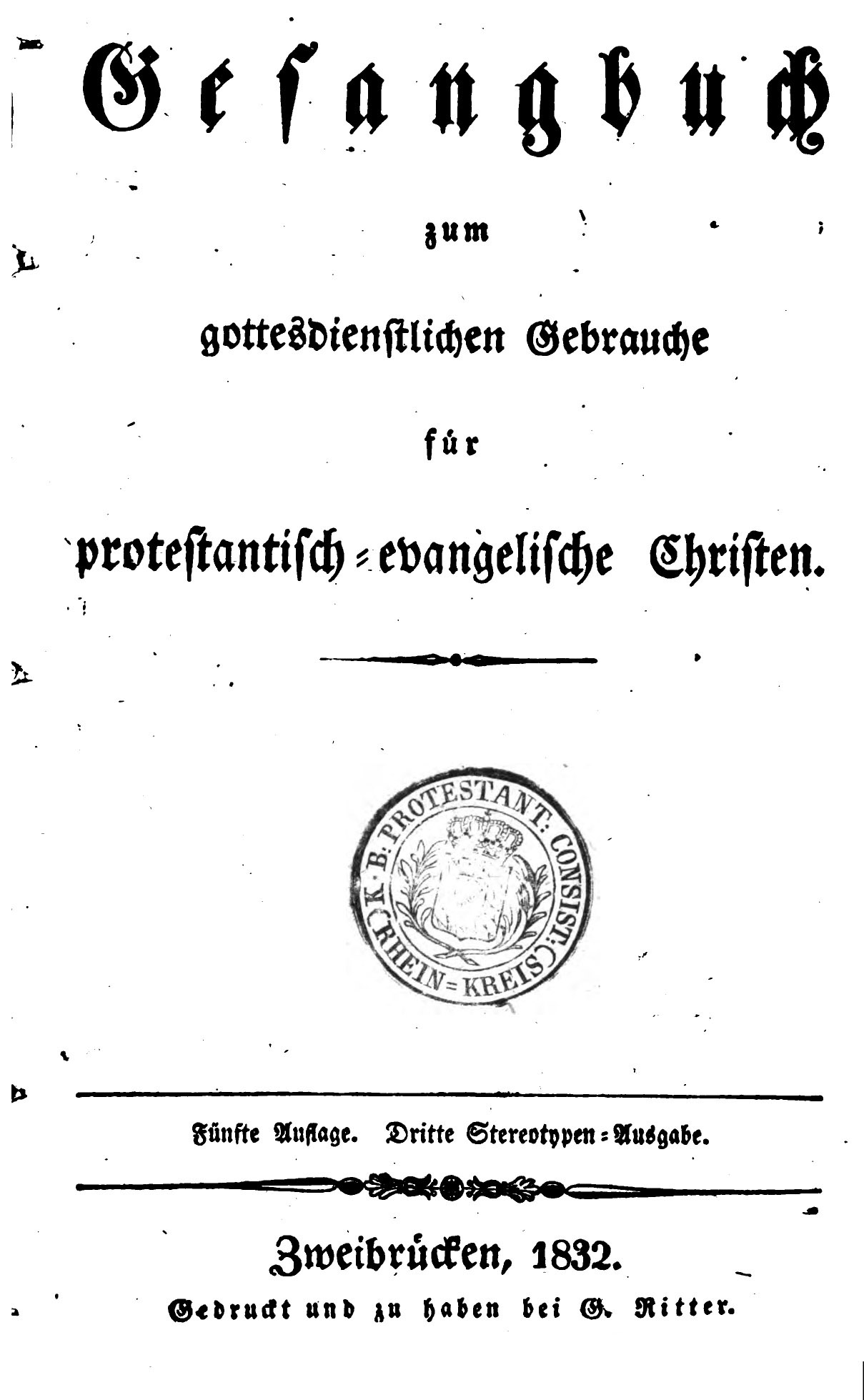
Titelseite des Gesangbuchs zum gottesdienstlichen Gebrauche, 5. Auflage 1832

### Theologische Werke
Ein weiterer lukrativer Auftraggeber für Ritter war die protestantische Kirche: Nach dem Zusammenschluss der lutherischen und der reformierten Kirche in der Pfalz im August 1818 brauchte die neu entstandene Vereinigte Protestantisch-Christliche Kirche der Pfalz ein neues Gesangbuch, dessen Herstellung vom Konsistorium bei Ritter beauftragt wurde. Die erste Auflage von 30 000 Exemplaren des Gesangbuchs zum gottesdienstlichen Gebrauche für protestantisch-evangelische Christen (im Bayr. Rheinkreise) wurde 1823 gedruckt, eine zweite Auflage folgte 1824. Bis 1852 druckte Ritter insgesamt 11 Auflagen. Nach seinem Tod wurden weitere Auflagen von Daniel Kranzbühler (1829–1892), dem Bruder seines Schwiegersohns August, in Speyer unverändert nachgedruckt.
Ritter war Katholik, seine Frau protestantisch, daher überrascht es nicht, dass er theologische Werke für beide Konfessionen herstellte, wie zum Beispiel ein Vollständiges Gebetbuch für katholische Christen oder das Meßbüchlein für die liebe Jugend, worin die Handlungen der heiligen Messe, mit Beziehung auf die Leidensgeschichte Jesu in 36 Bildern vorgestellt sind. Nebst den gewöhnlichen Andachts-Übungen eines katholischen Christen (1827).
Sowohl das Gesangbuch – in der 5. Auflage von 1832 – als auch das Gebetbuch sind als Digitalisate online verfügbar:
- Georg Ritter (Hrsg.): Gesangbuch zum gottesdienstlichen Gebrauche für protestantisch-evangelische Christen (im Bayr. Rheinkreise). Ritter, Zweibrücken 1832 (Digitalisat).
- Georg Ritter (Hrsg.): Vollständiges Gebetbuch für katholische Christen. Ritter, Zweibrücken 1827 (Digitalisat).

### Pädagogische Werke
Einige dieser theologischen Werke waren für den Unterricht an Schulen gedacht, ein weiterer Schwerpunkt von Ritters Arbeit. In Zusammenarbeit mit den Professoren des Zweibrücker Gymnasiums Bipontinum gab er pädagogische Werke und Lektüren für den Unterricht heraus. Dazu gehören
- Eine Reihe von 16 Standardwerken der griechischen Literatur
- Lehrbücher zum Erlernen der englischen und französischen Sprache, insbesondere gemäß der Methode des Universalunterrichts, die der französische Gelehrte Jean Joseph Jacotot im Jahre 1818 begründet hatte. Auch Jacotots Bücher, in denen er seine Unterrichtsmethode beschrieb, wurden in der Übersetzung von J. P. Krieger von Ritter herausgegeben. (Digitalisat)
- Schullektüren in englischer und französischer Sprache
- Geographische Lehrbücher und Atlanten

### Regionale Literatur
Deutsche Literatur, die bei Ritter erschien, stammte meist von lokalen Autoren, wie zum Beispiel
- Mehrere Gedichtbände von Ritters Schwiegersohn Karl Joseph Schuler: Der Sommer (Digitalisat), Kleist (Digitalisat)
- Siebenpfeiffers Episches Gedicht in zwölf Gesängen (Digitalisat)
- Mehrere Gedichtbände des Zweibrücker Gymnasiallehrers J. P. Krieger, zum Beispiel Gedichte eines Zweibrückers (Digitalisat)

### Karten und Reiseliteratur

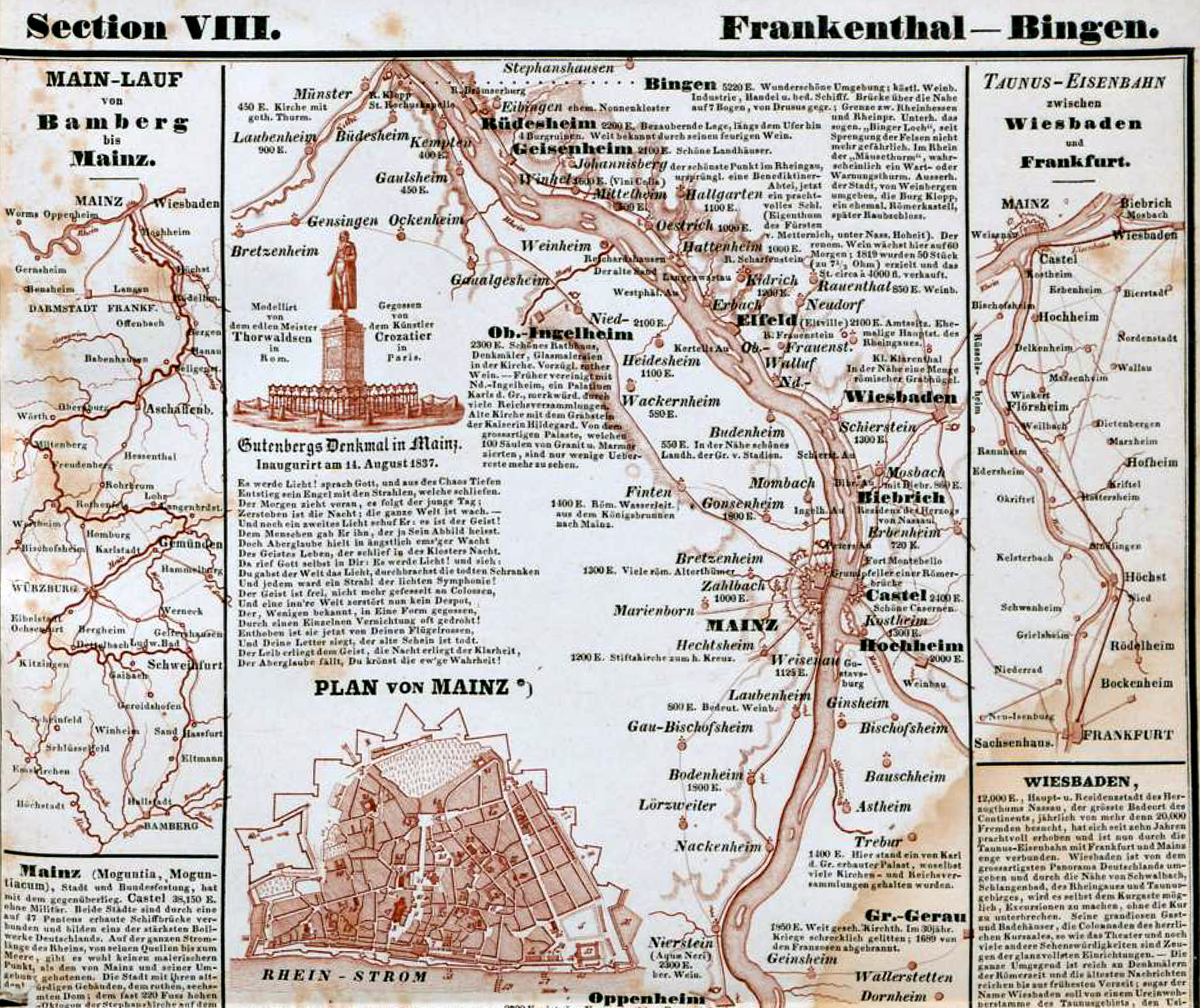
Ausschnitt aus „Der Rhein von den Quellen in der Schweiz bis zur Mündung in die Nordsee“, Seite 11

Einen regionalen Bezug hatten auch viele der von Ritter gedruckten historischen Werke sowie Karten und Reiseliteratur. Besonders in den 1840er Jahren entstanden aufwändig hergestellte Kartenwerke als Farbdrucke. Einen Höhepunkt seines Schaffens bildete die um 1842 erschienene Rheinkarte, die Ritter der deutschen Buchhändlerversammlung in Leipzig vorstellte, woraufhin er von der Versammlung einstimmig als derjenige gewählt wurde, der in Deutschland am schönsten drucke.
- L. Gaab, W. Becker, Georg Ritter: Plan und Ansichten von Zweibrücken, 1:5 000, Lithographie. Ritter, Zweibrücken 1840 (Digitalisat).
- Georg Ritter: Die Pfalz. Special-Karten der zwölf Land-Commissariats-Bezirken, im Massstabe von 1/111600 der natürlichen Länge, nebst der Generalkarte der Pfalz und des Bliesgaus nach der Territorial-Eintheilung vor der französischen Revolution. Ritter, Zweibrücken 1840 (Digitalisat).
- Der Rhein von den Quellen in der Schweiz bis zur Mündung in die Nordsee : historisch-topographischer Dampf-Schifffahrts-Atlas. Ritter, Zweibrücken 1842 (Digitalisat).
- Der Rhein durch die Rheinpfalz und den Rheingau bis Coeln. Historisch-topographische Dampf-Schiffahrts-Karte mit Stadteplänen und Vignetten in 4 Sectionen. Ritter, Zweibrücken (Digitalisat – o. J. ca. 1842).

### Juristische Werke

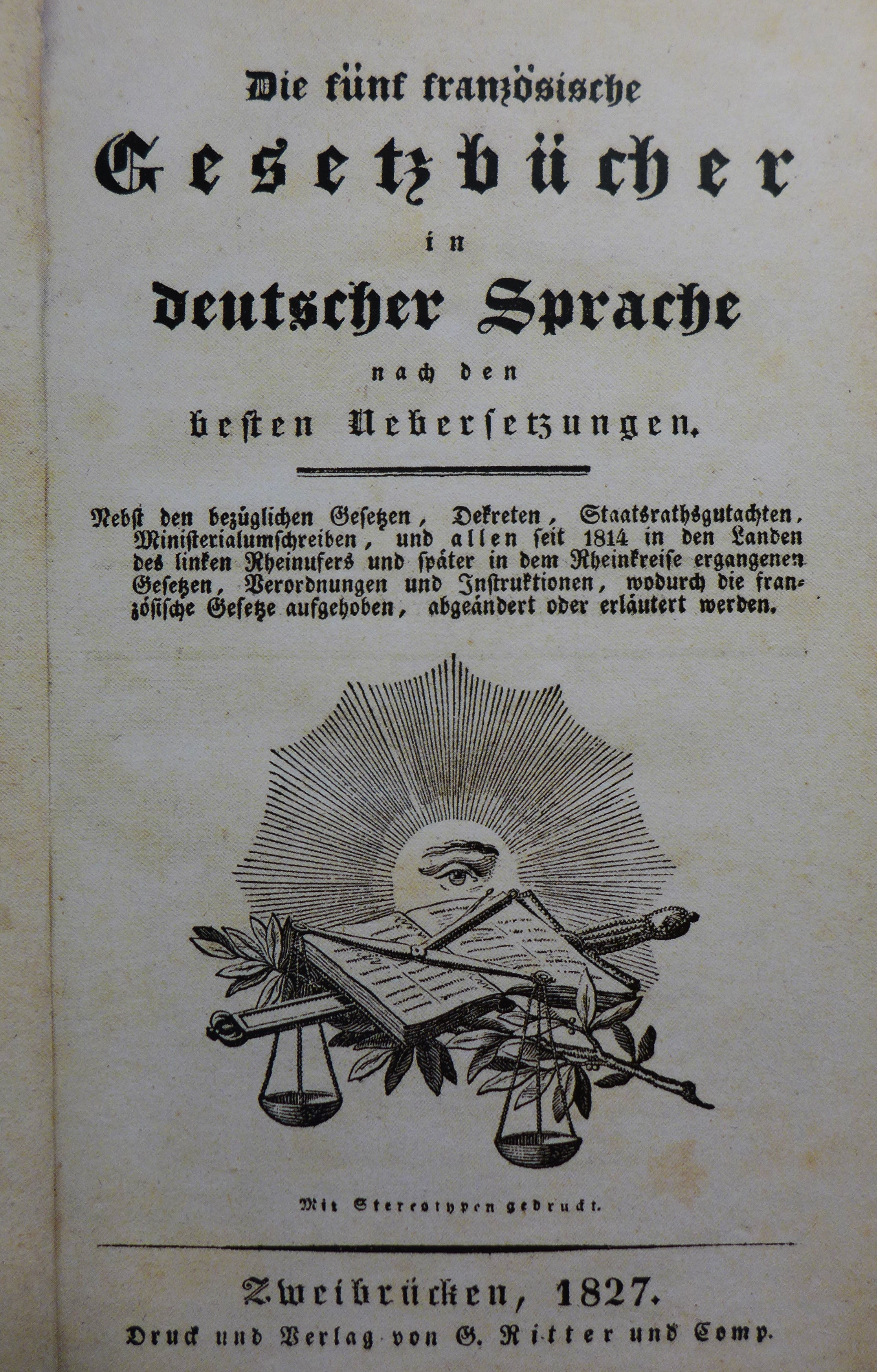
Die fünf französischen Gesetzbücher in deutscher Sprache nach den besten Übersetzungen, Zweibrücken, Georg Ritter, 1827

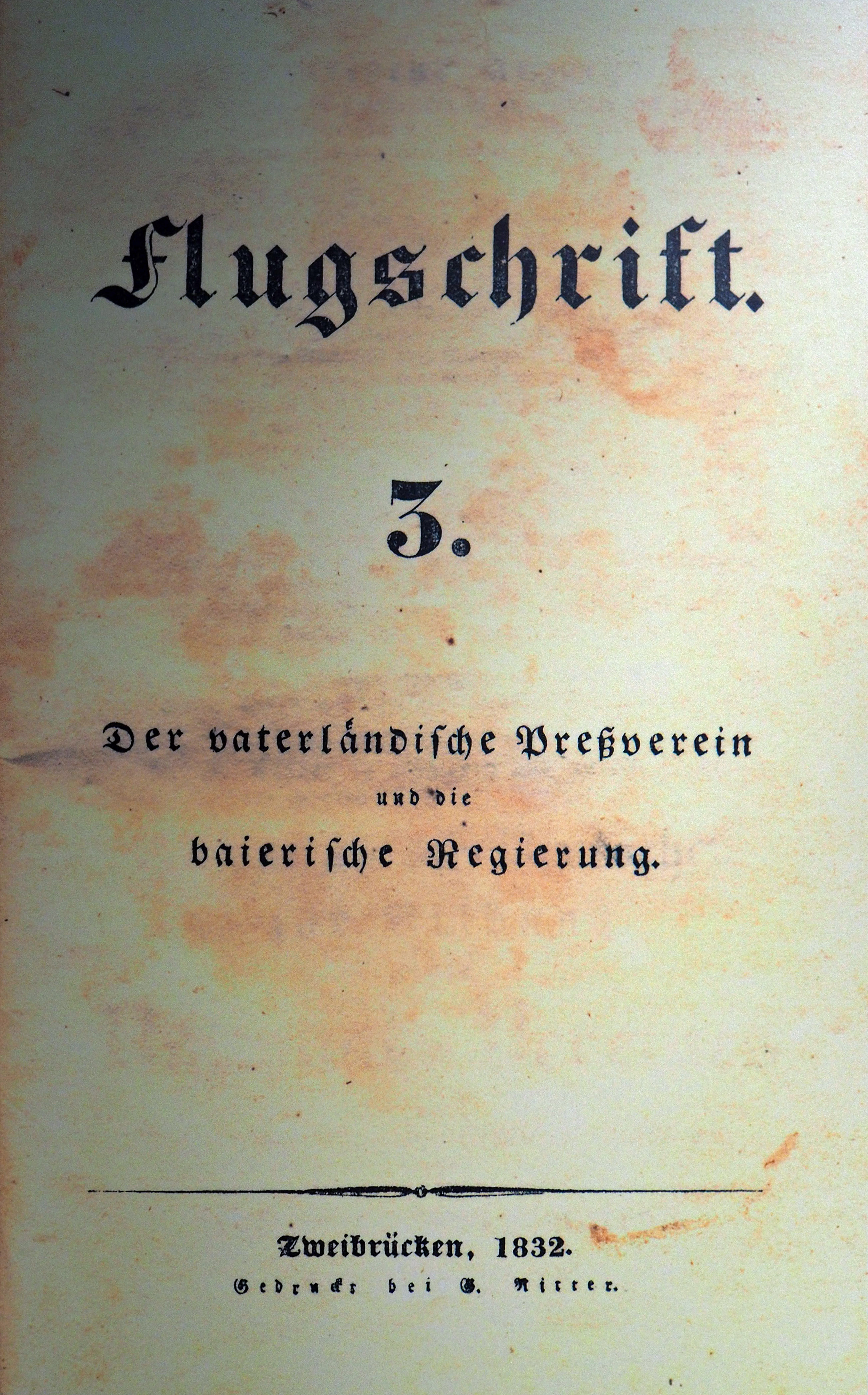
Flugschrift 3 des Deutschen Preß- und Vaterlandsverein, Zweibrücken, Georg Ritter, 1832

Zweibrücken war ab 1816 Sitz des Appellationsgerichts, des späteren Oberlandesgerichts. Daher wurden in Zweibrücken viele Werke der Rechts- und Staatswissenschaft herausgegeben und bei Ritter gedruckt. Dazu gehörten beispielsweise:
- Die fünf französischen Gesetzbücher in deutscher Sprache nach den besten Uebersetzungen, auch bekannt als Cinq codes, die auf Napoleon zurückgingen und im linksrheinischen Gebiet Deutschlands ab 1804 eingeführt wurden
- Protokolle von Verfahren vor dem Appellationsgericht, insbesondere vom Prozess gegen die Initiatoren und Teilnehmer des Hambacher Festes: Ludwig Hoffmann (Hrsg.): Vollständige Verhandlungen vor dem Kön. Bayer. Appellationsgerichte gegen Dr. Wirth, Siebenpfeifer, Stockdörfer etc. … G. Ritter, Zweibrücken 1833 (Digitalisat).
- Philipp Jakob Siebenpfeiffer: Handbuch der Verfassung, Gerichtsordnung und gesammten Verwaltung Rheinbayerns. 1831 (Digitalisat).

### Schriften der Demokratiebewegung
Die Initiatoren des Hambacher Festes sowie die weiteren Mitglieder des Deutschen Preßvereins waren die Herausgeber und Autoren der Zeitungen und Flugschriften aus Ritters Druckerei, die 1832 in der Vorbereitungszeit des Hambacher Festes erschienen:

#### Zeitungen
- Philipp Jakob Siebenpfeiffer (Hrsg.): Rheinbayern, eine vergleichende Zeitschrift für Verfassung, Gesetzgebung, Justizpflege, gesammte Verwaltung und Volksleben des constitutionellen Inn- und Auslandes, zumal Frankreichs. (Digitalisat)., 1830–1831
- Philipp Jakob Siebenpfeiffer (Hrsg.): Der Bote aus Westen. 1831 (Digitalisat)., Nr. 1–131
- Johann Georg August Wirth (Hrsg.): Deutsche Tribüne. (Digitalisat)., vom 6. Januar 1832 (Seite 22 des Digitalisats) – 21. März 1832 (Verbot)

#### Flugschriften
- Immanuel Hermann Fichte: Deutschland, was es ist, und was es werden muß; mit besonderer Rücksicht auf Preußen und Bayern. Eine Schrift, die man nicht verbieten wird, wenn man sie ganz gelesen und ihre Absicht erkannt. 1831 (Digitalisat). (anonym veröffentlicht)
- Johann Georg August Wirth: Aufruf an die Volksfreunde in Deutschland. 1832.
- Johann Georg August Wirth: Die politische Reform Deutschlands. Noch ein dringendes Wort an die deutschen Volksfreunde. 1832.
- Philipp Jakob Siebenpfeiffer: Gerecht und beharrlich. Eine unentgeltliche Beigabe zur Zeitschrift Rheinbayern. 1831.
- Flugschrift 1. Darin: Die Gewalt. Deutscher Preßverein. Briefe aus Paris. Polen. 1832 (Digitalisat).
- Flugschrift 2. Darin: Das Polen-Comité in Paris und die Aristokratie. Die Gewalt. Schreiben aus Rußland an deutsche Patrioten. Triumph der Volkssache. Deutscher Preßverein. 1832 (Digitalisat).
- Flugschrift 3. Der vaterländische Pressverein und die baierische Regierung. 1832 (Digitalisat).
- Flugschrift 4. Ueber das Recht und die Behandlung der Fremden im baierischen Rheinkreise. 1832 (Digitalisat).
- Flugschrift 5. Unser Glück. 1832 (Digitalisat).
- Flugschrift 6. Die Ministerfalle. Protestation deutscher Bürger für Preßfreiheit in Deutschland. 1832 (Digitalisat).